# Konferenz von Vostitsa
Die Konferenz von Vostitsa (griechisch: Συνέλευση της Βοστίτσας) oder die Geheimversammlung von Vostitsa (Μυστική Συνέλευση της Βοστίτσας) war ein bedeutendes Ereignis in der Vorbereitung der griechischen Revolution von 1821 gegen die osmanische Herrschaft. Die Versammlung fand vom 26. bis 29. oder 30. Januar 1821 in Egio (damals Vostitsa) statt und gilt als eines der ersten revolutionären Treffen, das den bewaffneten Befreiungskampf gegen die Osmanen koordinierte. Die Versammlung stand vor der schwierigen Entscheidung, den Zeitpunkt und die finanziellen Mittel für den revolutionären Aufstand festzulegen. Während einige Teilnehmer vor einem unvorbereiteten Aufstand warnten, setzte sich Papaflessas entschieden für einen baldigen Beginn der Revolution ein.
George Finlay, der die Bedeutung dieses Treffens betont, bezeichnet es als die "Wiederbelebung des Achäischen Bundes".

## Hintergrund
Im Vorfeld der griechischen Revolution wuchs der Widerstand gegen die osmanische Besatzung (bspw. Orlow-Revolte), inspiriert von den Idealen der Französischen Revolution und den nationalen Befreiungsbewegungen in Europa. Die griechischen Widerstandsgruppen, wie der Geheimbund Filiki Eteria, bereiteten den Aufstand bereits seit Jahren im Verborgenen vor.
Im November 1820 traf Papaflessas in Nafplio ein und begab sich von dort nach Tripolitsa, nachdem Hurschid Pascha, der kurz zuvor die Serbische Revolution niedergeschlagen hatte, zum Feldherrn des Peloponnes ernannt worden war. Ali Pascha hatte die Hohe Pforte bereits über die Filiki Eteria informiert und Sultan Mahmud II. gebeten, ihn mit der Verhinderung oder Niederschlagung der griechischen Revolution zu betrauen, falls diese ausgerufen würde, um sich zu schützen. Der Sultan jedoch glaubte, dass Ali Pascha ein Komplott schmiedete, und schickte Hurschid nach Morea, um die Lage zu erkunden, bevor er nach Epirus weiterziehen sollte, um den revoltierenden Ali Pascha zu beseitigen. Die Planung und Koordination der Revolution wurden durch das wachsende Bewusstsein des Sultans über die zunehmenden Unruhen erschwert.
Anfang 1821 herrschte in vielen Teilen Griechenlands Unruhe, und die griechische Bevölkerung war der türkischen zahlenmäßig deutlich überlegen. Auf dem Festland betrug das Verhältnis fast überall 11:1. Die Gesamtzahl der griechischen Einwohner auf dem Peloponnes, in Mittelgriechenland und auf Euböa wurde auf etwa 705.850 geschätzt, während die türkische Bevölkerung etwa 63.600 Personen umfasste. Diese überwältigende Bevölkerungsmehrheit der Griechen war einer der Faktoren, die den Ausbruch der Revolution als unvermeidlich erscheinen ließen.
Die Kotzabasiden von Morea versammelten sich in Nafplio und begleiteten Hurschid am 8. November 1820 nach Tripolitsa (dem Verwaltungszentrum der Morea), wobei es ihnen sogar gelang, ihn davon zu überzeugen, dass die Griechen keinen Aufstand planten. Hurschid war zufrieden und von den guten Absichten der Griechen überzeugt. Er beschenkte sie jeweils mit einem kostbaren Pelzmantel. Bestimmte Ereignisse, wie der Verrat der Filiki Eteria durch den in Tripolitsa amtierenden Kotzabasiden Kouya, hätten jedoch beinahe zu Problemen geführt. Glücklicherweise für die Revolution wurde seine Beschwerde als vage und unbegründet abgetan.
Die Delegierten hatten im Vorfeld bereits Papaflessas' hitzige Ansichten befürchtet. Daher entsandten sie I. Peroukas nach Argos sowie Andreas Zaimis und Sotiris Theocharopoulos nach Kalavryta, um Papaflessas abzufangen, wo auch immer sie ihm begegneten. Sie sollten ihn an einem sicheren Ort festsetzen und herausfinden, was genau er ihnen mitteilen wollte. Als Papaflessas in Argos ankam, erkannte er, dass die Kotzabasiden ihn festsetzen wollten. Daraufhin zog er türkische Kleidung an, die ihm sein Bruder Nikitas Flessas mitgebracht hatte, und begab sich mit sieben bewaffneten Männern, die sich als türkische Aghas verkleidet hatten, nach Korinth und schließlich nach Vostitsa.
Am 17. Januar 1821 reisten Germanos Zafeiropoulos und Ambrosios Frantzis von Kyparissia ab und trafen am 23. Januar in Patras auf Metropolit Germanos von Patras, um gemeinsam nach Vostitsa zu reisen.

## Die Versammlung
Ursprünglich wollten sich die Kotzabasiden in Kalavryta treffen, aber sie befürchteten, dass dies den Verdacht der Türken wecken würde, und beschlossen daher, sich in Vostitsa zu treffen. Vostitsa wurde als Tagungsort gewählt, da die osmanische Präsenz dort gering war. Zudem gab es in der Umgebung von Patras zahlreiche Mitglieder der Filiki Eteria sowie bedeutende Klöster, die die Revolution unterstützten. An der Versammlung nahmen wichtige Persönlichkeiten aus Achaia, Korinth und Arkadien teil, darunter kirchliche Würdenträger und Partisanenführer.
An den fünf Sitzungen, die während der fünf Tage stattfanden, nahmen etwa 25 Delegierte teil. Die Sitzungen fanden aus Sicherheitsgründen an verschiedenen Orten statt, unter anderem im Haus von Andreas Londos(1. Sitzung) und im Kloster von Temeni.
Als sich die Gerüchte über einen möglichen griechischen Aufstand mehrten, berief der misstrauische Woiwode von Vostitsa seinen Schatzmeister, Saduk Eminin, ein Bekannter von Andreas Londos, zu sich, um die Lage zu klären. Londos wies darauf hin, dass in seinem Haus ein Konflikt zwischen Klöstern besprochen wurde. Daraufhin wandte man sich an das Ökumenische Patriarchat, das entschied, dass Bischöfe und Pröpste die Situation vor Ort prüfen sollten. Unter dem Vorwand, die strittigen Ländereien zu untersuchen, reisten vier Bischöfe und Pröpste nach Rodia. Dies führte dazu, dass der Schatzmeister und der Woiwode davon überzeugt wurden, dass es bei der Zusammenkunft nichts Verdächtiges gab.
Die Versammlung von Vostitsa begann unter strengster Geheimhaltung mit der Ankunft von Papaflessas, der als Vertreter von Alexander Ypsilantis und der Filiki Eteria handelte. Die Versammlung diskutierte hauptsächlich den Zeitpunkt für den Aufstand. Papaflessas brachte Anweisungen und Briefe von A. Ypsilantis mit, die den Plan für den bevorstehenden Aufstand erläuterten. Papaflessas betonte die Dringlichkeit der Revolution und führte Argumente an wie die Ablenkung des osmanischen Sultans durch Ali Paschas Rebellion in Epirus, die Bereitschaft der Inseln zur Entsendung von Schiffen, den geplanten Beginn der Revolution in Konstantinopel sowie die Beseitigung des Sultans (laut G. Metallinos) und die vermutete Unterstützung einer Großmacht, wahrscheinlich Russland. Er setzte als mögliches Datum den 25. März fest, was jedoch auf Skepsis stieß, insbesondere bei Germanos von Patras, der konkrete Beweise forderte. Die meisten von den Delegierten waren der Meinung, dass ohne die Hilfe Russlands jede revolutionäre Bewegung zum Scheitern verurteilt war.
Die Delegierten waren sich der Gefahren bewusst, die ein unvorbereiteter Aufstand mit sich bringen würde, insbesondere angesichts der bitteren Erfahrungen der gescheiterten Orlow-Revolte von 1769 bis 1770. Ein weiterer Misserfolg hätte die Hoffnungen auf Freiheit zunichtegemacht. Trotz der Skepsis einiger Teilnehmer, wie Germanos, der auf die gescheiterte Orlow-Revolte verwies und kritische Fragen stellte: „Wo ist die Munition? Wo ist das Geld? Wo ist eine trainierte Armee? Wo ist die ausgestattete Flotte?“ gelang es Papaflessas die Versammlung von der Notwendigkeit eines schnellen Aufstands zu überzeugen.
Die meisten Teilnehmer wollten den Beginn der Revolution, der für den 25. März geplant war, verschieben, weil sie der Meinung waren, dass ‚die Zeit noch nicht reif‘ sei, um mit den systematischen Vorbereitungen in den verschiedenen Provinzen zu beginnen. Stattdessen zogen sie den 23. April (symbolisch zum Georgstag) oder den 21. Mai (zum Fest des Heiligen Konstantin und der Heiligen Helena) in Erwägung. Papaflessas erklärte daraufhin, er würde den Aufstand notfalls allein in Mani beginnen. Letztlich erwies sich Papaflessas’ Drängen als richtig, da die entscheidende Revolution wenig später begann.
Am letzten Tag der Versammlung wurde nach stürmischen Diskussionen schließlich beschlossen, dass der Aufstand am 25. März 1821 beginnen solle, wenn bis dahin positive Nachrichten aus Russland eintreffen würden, andernfalls am 23. April oder spätestens am 21. Mai. Das erboste Germanos von Patras, der die dafür Stimmenden in seinen Memoiren als „Betrüger und unverschämte Taugenichtse“ bezeichnete.
Sollte es zwischenzeitlich zu einem Aufruf der Osmanen nach Tripolitsa kommen, würden die Würdenträger die Revolution dort ausrufen. Im Anschluss an die Versammlung wurde der Mönch Ierotheos beauftragt, Gelder für den Aufstand in den verschiedenen Regionen der Morea zu sammeln. Zahlreiche Delegierte der Versammlung leisteten erste große Spenden, darunter Andreas Zaimis (3000 Piastra) und Bischof Germanos (2000 Piastra) sowie einige weitere Delegierte. Zudem sollten die Beschlüsse der Versammlung an andere Regionen des Peloponnes weitergegeben werden, um eine koordinierte Vorbereitung zu gewährleisten.
Weiterhin wurde beschlossen, die notwendigen Waffen und Vorräte zu organisieren, Truppen zu rekrutieren und finanzielle Mittel zu sammeln. Ein direkter Kontakt mit den osmanischen Behörden, insbesondere mit Mehmed Selim, dem osmanischen Gouverneur von Morea, wurde abgelehnt, um eine frühzeitige Entdeckung und Unterdrückung des Aufstands zu vermeiden.
Den Bischöfen wurde die Aufgabe übertragen, die führenden Persönlichkeiten in Mystras, Kalamata, Arkadien, Karytena und Fanario sowie den in Mani bedeutenden Hegemon Petros Mavromichalis (Petrobey) zu benachrichtigen. Zudem wurden Briefe nach Russland verschickt, um die nächsten Schritte der Revolution abzustimmen.
Es gibt Hinweise darauf, dass während der Versammlung Protokolle geführt wurden, die jedoch heute nicht mehr erhalten sind.

## Nachwirkungen
Obwohl während der Versammlung noch keine absolute Entscheidung für den Beginn der Revolution getroffen wurde, legte die Geheimversammlung von Vostitsa den Grundstein für den späteren Aufstand. Sie zeigte den Willen der griechischen Führer, einen koordinierten Befreiungskampf zu führen, und markierte einen entscheidenden Schritt auf dem Weg zur Unabhängigkeit Griechenlands. Die Konferenz spielte insbesondere für die Region auf dem Peloponnes eine bedeutende Rolle.
Weniger als zwei Monate später entfachte nach der Belagerung von Tripolitsa der Aufstand in Kalavryta, gefolgt von Patras und Kalamata, und breitete sich schließlich über den gesamten Peloponnes und den Rest Griechenlands aus. Vostitsa (später Egio) war dabei die erste Stadt, die am 21. März 1821, durch Andreas Londos befreit wurde.

## Teilnehmer in Auswahl
- Ambrosios Frantzis[2]
- Andreas Christodoulos[2]
- Andreas Londos[2]
- Andreas Zaimis[2]
- Asimakis Fotilas[2]
- Asimakis Zaimis[2]
- Chrysanthos, Bischof von Monemvasia[2]
- Germanos Zafeiropoulos, Bischof von Christanoupolis[2]
- Germanos von Patras, Präsident der Versammlung[2]
- George Gordon Noel, 6. Baron Byron[10] (zumindest während der 1. Sitzung)
- Ierotheos[2]
- Ioannis Papadopoulos[2]
- Ioannis Papadiamantopoulos[2]
- John Cam Hobhouse, 1. Baron Broughton[10] (zumindest während der 1. Sitzung)
- Leo Messinezis[2]
- Nikitas Flessas[5]
- Nikolaos Londos[2]
- Panagiotis Kefalas[11]
- Papaflessas, Berichterstatter der Filiki Eteria und Vertreter von Alexander Ypsilantis[2]
- Sotiris Charalambis[2]
- Sotirios Theocharopoulos[2]

## Andenken
In Egio (Vostitsa) finden jährlich Feierlichkeiten zur Erinnerung an die Konferenz statt.

## Trivia
Die osmanischen Behörden erhielten den Hinweis, dass sich in einem abgelegenen Haus griechische Kotzabasiden versammelt hatten, um möglicherweise ein Komplott zu schmieden. Diese Information stimmte, da in dem Haus tatsächlich ebendiese und Mitglieder der Filiki Eteria zusammenkamen. Als die Türken dort eintrafen, erklärten die Griechen, sie hätten sich versammelt, um das Kind des Gastgebers zu taufen. Um dies zu untermauern, führten sie vor den Augen der Türken eine erneute Taufe des bereits getauften Kindes durch. Auch diese Anschuldigung wurde letztlich als unbegründet abgetan.
Als sich die Gerüchte über einen möglichen griechischen Aufstand mehrten, berief der Voivode von Vostitsa seinen Schatzmeister, Saduk Eminin, ein Bekannter von Andreas Londos, zu sich, um die Lage zu klären. Londos wies darauf hin, dass es einen Konflikt zwischen den Klöstern gab. Daraufhin wandte man sich an das Ökumenische Patriarchat, das entschied, dass Bischöfe und Pröpste die Situation vor Ort prüfen sollten. Unter dem Vorwand, die strittigen Ländereien zu untersuchen, reisten vier Bischöfe und Pröpste nach Rodia. Dies führte dazu, dass der Schatzmeister und der Voivode davon überzeugt wurden, dass es bei der Zusammenkunft nichts Verdächtiges gab.